# Parastrangalis protensa
Parastrangalis protensa är en skalbaggsart som beskrevs av Holzschuh 1991. Parastrangalis protensa ingår i släktet Parastrangalis och familjen långhorningar. Inga underarter finns listade i Catalogue of Life.